# A Little Vicious
A Little Vicious es un documental corto de 1991 dirigido por Immy Humes. Estuvo nominado al Premio de la Academia por Mejor Documental Corto.